# 神戸市立北図書館
神戸市立北図書館（こうべしりつきたとしょかん、英: Kobe Kita Municipal Library）は、兵庫県神戸市が神戸市立図書館の地域拠点館として北区に設置している公立図書館である。

## 概要
1974年（昭和47年）に神戸市北区民センター図書室として北区役所に隣接する現在地で開館した。1982年（昭和57年）、組織再編により行政区単位の地域拠点館として神戸市立図書館に編入される。1995年（平成7年）12月には区北部の北神地域をカバーする目的で北神分館（現・北神図書館）が開館した。
2002年（平成14年）にはセンター内で施設を拡充して2階を児童書用フロアとし、近接するすずらんだい児童館との連携強化を図っている。2012年（平成24年）に市内各区の地域拠点館で開設された「おきしお文庫」では各館ごとに収集テーマが設定されているが、北図書館のテーマは日本(昭和)のくらし（社会）とされている。
大新東グループが指定管理者を受託している。
北区では自動車図書館「みどり号」が区内3か所のスポットを巡回しているが、組織上は北図書館ではなく中央図書館の直下に置かれている。
2016年（平成28年）度の集計で北図書館と旧北神分館を併せた蔵書数は188,514冊、貸し出し冊数は758,925冊、来館者数は456,017人。北図書館と北神分館の2館に分けた場合、いずれの数値も北神分館の方が北図書館を上回っていた。2019年（平成31年）4月に北区役所北神支所が「北神区役所」として改組されたことに呼応し、北神分館が4月23日付で地域拠点館の「北神図書館」となり、北図書館の配下から正式に分離した。

### 施設概要
2フロア合計の延床面積は835m2。
- 3階：一般書
- 2階：児童書、多目的室、学習室

## 広域貸し出し
神戸市では神戸隣接市・町長懇話会での個別協定に基づき神戸市と隣接する市町の住民に対しても神戸市立図書館の利用券を発行しているが、北区と隣接する三田市では長らく三田市立図書館（中央館・ウッデイタウン分館・藍分室共通）の利用券発行を区内の道場町・長尾町の居住者に限定していた。2017年（平成29年）、この運用を改めて相互貸し出しの対象を北区全域に拡大したが、北区からのインターネット予約は三田市民を優先する観点から引き続き利用不可としている。

## アクセス
- 神戸電鉄有馬線鈴蘭台駅から北へ徒歩5分[8]。

### 周辺
- 神戸市北区役所
- 神戸市立北区民センターすずらんホール
- 神戸市立鈴蘭台小学校
- 神戸市立すずらんだい児童館
- カトリック鈴蘭台教会
- 神戸電鉄有馬線鈴蘭台駅
- 神戸電鉄粟生線鈴蘭台西口駅